# Gerrie Fens
Gerrie Fens (Zevenbergen, 25 april 1951) is een voormalig Nederlands weg- en baanwielrenner. Tijdens de Wereldkampioenschappen baanwielrennen in 1973 won Fens een bronzen medaille op de ploegenachtervolging, samen met Peter Nieuwenhuis, Herman Ponsteen en Roy Schuiten.

## Belangrijkste resultaten

### Baanwielrennen
1969
 NK baanwielrennen, tandem, amateurs
1970
 NK baanwielrennen, 50km
1972
 NK baanwielrennen, 50km
1973
 NK baanwielrennen, 50km
 WK baanwielrennen, ploegenachtervolging, amateurs
1974
 NK baanwielrennen, sprint
 NK baanwielrennen, 50km
1975
 NK baanwielrennen, sprint
 NK baanwielrennen, 50km
 EK baanwielrennen, sprint
1976
 NK baanwielrennen, sprint